# Вулиця (оповідання)
Вулиця (англ. The Street) — оповідання американського письменника-фантаста Говарда Лавкрафта, написане наприкінці 1919 року і вперше опубліковане в грудневому номері аматорського журналу Wolverine за 1920 рік.

## Сюжет
У творі розгортається історія головної вулиці міста Нової Англії, ймовірно, Бостона, від її зародження як «просто стежки» в колоніальні часи до квазі-надприродного явища в роки, що настали одразу після Першої світової війни. У міру того, як навколо вулиці розростається місто, її засаджують деревами і забудовують «простими, красивими будинками з цегли та дерева», кожен з яких має трояндовий сад. З початком промислової революції район перетворюється на занедбані та забруднені нетрі, а всі старі будинки на вулиці занепадають.
Після Першої світової війни та Жовтневої революції цей район стає домівкою для спільноти російських емігрантів. Серед нових мешканців — керівництво «величезної банди терористів», які планують знищення Сполучених Штатів на День Незалежності. Коли цей день настає, терористи збираються, щоб здійснити задумане, але перш ніж вони встигають почати, всі будинки на вулиці одночасно обвалюються один на одного, вбиваючи усіх зібраних. Очевидці на місці події стверджують, що одразу після обвалу у них з'явилися видіння дерев і трояндових садів, які колись були на цій вулиці.

## Навіювання
Страйк бостонської поліції у вересні-жовтні 1919 року надихнув Лавкрафта на написання «Вулиці», про що він повідомив у листі до Френка Белкнапа Лонга:
Минулорічний бунт бостонської поліції підштовхнув мене до цієї спроби — масштаби і значення такого акту вразили мене. Минулої осені було похмуро вражаюче бачити Бостон без синіх мундирів і спостерігати, як гвардійці з мушкетами патрулюють вулиці так, наче це була військова окупація. Вони йшли парами, з рішучим виглядом і в хакі, немов символи боротьби, яка чекає на цивілізацію в боротьбі з монстром заворушень і більшовизму.
Терористичні акти також були справжніми і відбувалися з 1914 року у вигляді серії вибухів посилок. 1919 року було виявлено дві кампанії з підриву пошти. 1920 року відбувся великий терористичний вибух на Волл-стріт. Новини про анархію, що відбувалася під час російської та німецької революцій, разом з історією про Петра-художника, також вплинули формування попиту на написану історію[джерело?].
Антиіммігрантська позиція оповідання перегукується з такими ранніми ксенофобськими віршами Лавкрафта, як «New England Fallen» та «On a New-England Village Seen by Moonlight».
Лавкрафт повертатиметься до тем злих іноземців, які заполонили собою старі райони міста, у наступних творах: «Жах, що таїться», «Жах у Ред Хуку», «Поклик Ктулху» і «Тінь над Іннсмутом». Суворі мужі, які прибували з Батьківщини й тіснять індіанців — нагадує опис Ломарцев в оповіданні «Полярна зірка».

## Критика
Енциклопедія Г. Ф. Лавкрафта описує це оповідання як «явно расистське». За словами Деніела Хармса, автора "Енциклопедія Ктулхіани", «Якби хтось підійшов до мене і сказав: „Гей, Деніеле, я думаю, що Г. Ф. Лавкрафт був словоблудним, надмірно сентиментальним фанатиком, чиї оповідання не мають особливого сенсу“, — це було б останнє оповідання, яке я б дав йому в руки, щоб переконати його в протилежному.» С. Т. Джоші назвав «Вулицю» «ймовірно, найгіршим оповіданням Лавкрафта, яке він коли-небудь написав».